# Ilex anodonta
Ilex anodonta là một loài thực vật có hoa trong họ Aquifoliaceae. Loài này được Standl. & Steyerm. mô tả khoa học đầu tiên năm 1940.